# Del senno di poi son piene le fosse
Con l'espressione del senno di poi son piene le fosse (anche nella versione  del senno dipoi n'è ripien le fosse) si vuole indicare l'inutilità della previsione del passato a coloro che dopo un determinato avvenimento dicono quello che si potesse o non dovesse fare.
L'espressione proverbiale include la locuzione sostantivale maschile senno di poi, con cui si indica ugualmente la "capacità di valutare un evento, una situazione solo a posteriori quando ormai è troppo tardi ed è del tutto inutile."